# 日野菜
日野菜（ひのな）とは、太陽光が当たった部位に赤い色素を生合成する性質を有した、食用のカブの品種の1つである。滋賀県に所属する日野町が原産地と言われているために、この名で呼ばれるものの、別名として、日野菜カブ（ひのなかぶ）や赤菜（あかな）と呼ばれる事例も見られる。主な食べ方としては、色素を活かした漬物にしてから食べる方法が知られており、日野菜の漬物は、日野町の特産品として知られる。すなわち、日本各地で品種の栽培が途絶えた事例が起きてきたものの、それらの品種とは異なり、21世紀に入ってからも日野菜の栽培は継続されている上に、漬物の製法も継承され続けている。

## 原産地や性質と名称の関係
日野菜は、滋賀県蒲生郡日野町の鎌掛地区が、原産地と考えられている。日野が原産地のために「日野菜」の名前で知られる。また、カブの1種であるため「日野菜カブ」と呼ぶ事例も見られる。日野菜の根の膨大部において、地下部は白色なのに対し、太陽光が当たる地上部は紅紫色であるため「あかな」と呼ばれる場合も有る。この「あかな」という呼び方は、古来より発祥地の日野付近で呼ばれてきた名称である。ただし、本稿では、これ以降「日野菜」の名称で統一する。

## 栽培

### 栽培地について
日野菜は、21世紀初頭において、伝統野菜の1つとして位置付けられており、滋賀県が発祥の伝統野菜の中では、最も良く知られている野菜である。元来は、湖東地域の日野町の付近で永らく栽培され、21世紀初頭においても、滋賀県内で生産される日野菜の種子のほとんどは、発祥地である日野町で生産されている。ただし、21世紀初頭においては、湖南地域の草津市で最も多く栽培されている。その一方で21世紀初頭においても、発祥の地の日野町の鎌掛地区の他、南比都佐地区、必佐地区、西大路地区を中心とした農家でも、日野菜が栽培されている。ただし、21世紀初頭において、日野菜の栽培地は滋賀県内だけとは限らない。九州から信越地方にかけて栽培が行われており、西日本地域を中心として栽培地が広まった。
一方で、原産地である日野町で栽培された物は、日野菜の中で最も美味だと、地元の団体の滋賀県琵琶湖研究所は主張している。その根拠に関する科学的な検証は不充分だが、日野町の畑地は古琵琶湖層の段丘が発違した所に位置し、その土質も灰色低地土又は黒墨土と肥沃ではない点が影響しているとされる。日野町よりも肥沃な土地で栽培された日野菜の葉は大きく育ち、味も大味になり、日野菜の元来の特徴が薄れるとされる。

### 栽培方法
充分に温暖な温帯地域では、真夏を除き、いつでも栽培が可能な日野菜ではあるものの、本来は夏から冬にかけて栽培する方法が、一般的であるとされている。梅雨明け頃から10月上旬にかけて、何度も種子を播き、その後、40日から50日の間に収穫してゆく。このように何回も播種する事により、収穫時期を長くできる。この中で、9月下旬に播種し、吹き付ける風が冷たくなる11月中旬ぐらいに収穫した物が、最も美味で色も美しいとされている。寒さに曝されると赤紫色が鮮やかになるためである。
日野菜は、発芽率が高く、その成長も安定的に育つので、比較的栽培し易い野菜であるものの、形が良い物を育てるには、手間と技術が必要であるとされる。20世紀半ばから日本で実施された減反政策などの影響などにより、水田での転作が実施され、水田でも作付されるようになったものの、本来は根が長く伸びるよう深く耕す為に、畝を高めにできる畑で作る方が良いとされている。上手く栽培すれば、根の部分の深さは、25 cmから30 cmに達する。畝は幅1 m程度にして、そこに4筋に種を蒔き、成長するに従い、おおよそ3回の間引きを行う。この間引きは最終的に苗が、ちょうどヒトの握り拳1つ程度の間隔になるように、調整すると良いとされている。根の長さが20 cmから25 cm程度に育ったら収穫の適期である。

## 利用

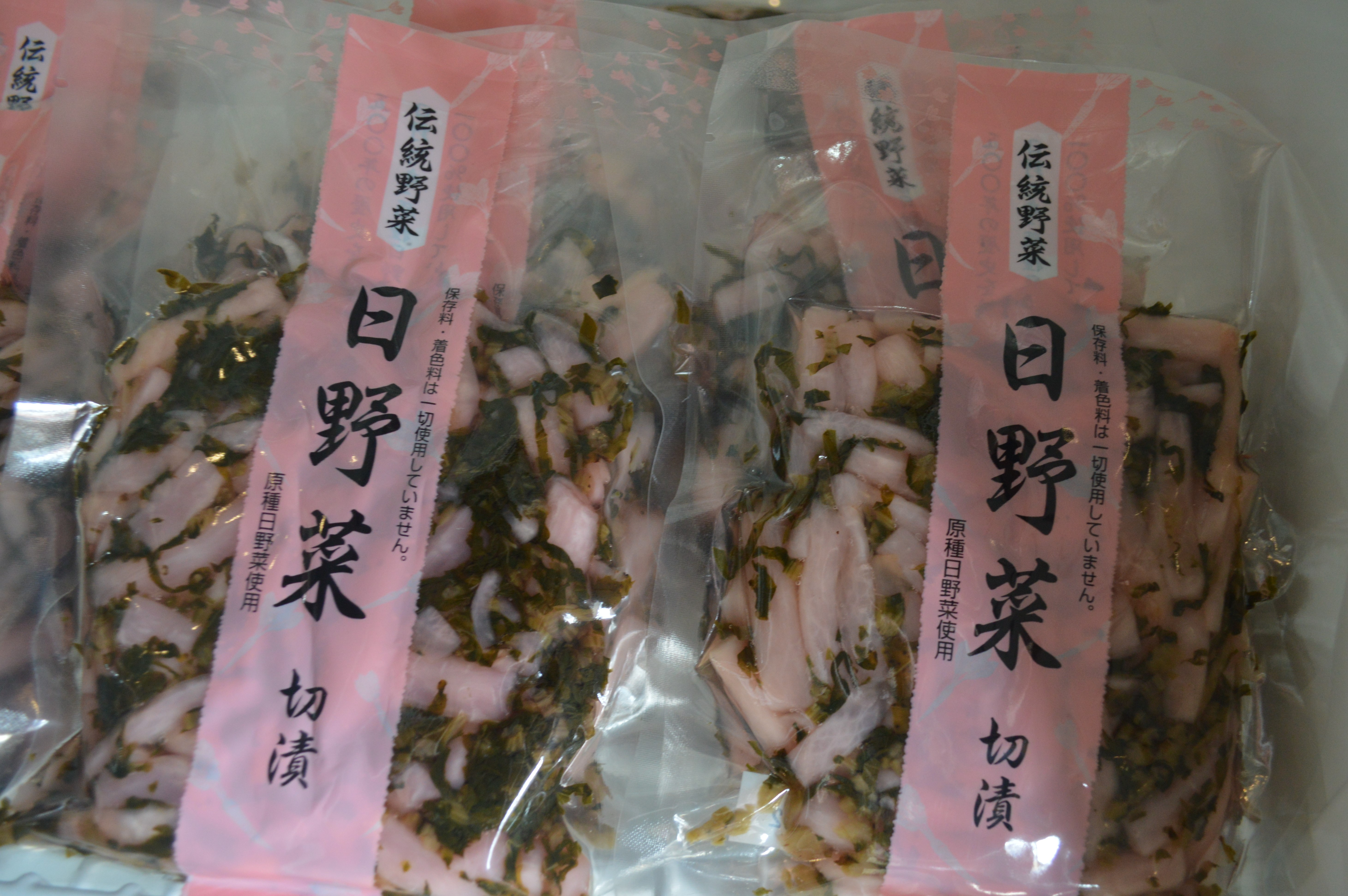
日野菜の漬物。この写真でも、色がピンク色をしている点が確認できる。

### 主な食べ方
日野菜は比較的硬いため、主に漬物にして食べる。日野菜を刻んで塩漬けにした物は「日野菜漬け」と呼ばれるものの、その色素の影響でピンク色に見えるため「桜漬け」とも呼ばれる。
日野菜を使った「日野菜漬け」は、滋賀県名物の漬物とされている。
この漬物は、漬物なので当然のように塩味を有するものの、それ以外に、独特の辛味も有する。また、苦味も有する。

### 滋賀県内での取り扱いについて
科学的に言えば、日野菜はカブの品種の1つはあるものの、滋賀県内では、一般的なカブと日野菜は、区別して扱う。滋賀県の湖南地域の大津市や草津市などの人口の多い地域では、例年11月頃に、八百屋やスーパーマーケットで漬物用として、日野菜を束にして、少し干した物も売られる事例も見られる。これは、日野菜の原産地とされる滋賀県内においても、日野菜は主に漬物にしてから食用に供されるからである。
一方で、20世紀後半以降、簡単な塩漬けや酢漬けや糠漬けでも、滋賀県内の家庭では漬けなくなってきているという事情も有り、既に漬けられた後の物も、しばしば販売される。いずれにせよ日野菜は、基本的に漬物として食べられるわけだが、一般的な「日野菜漬け」ではなく、例えば、糠漬けなどにする場合も有る。
なお、漬物以外の新たな利用法も模索されている。

## 歴史

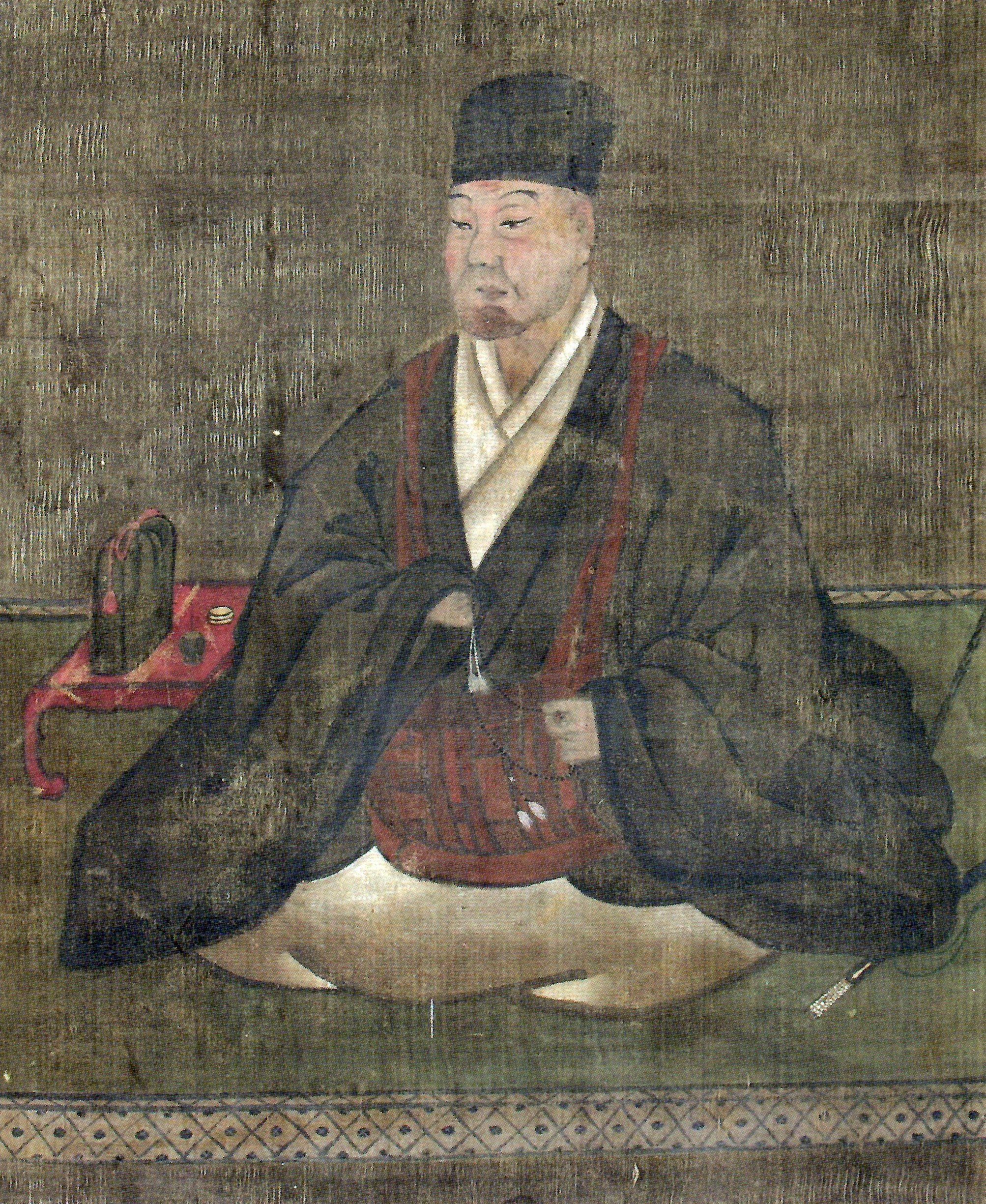
蒲生貞秀の肖像画。

日野菜は室町時代の1470年代に当地の領主であった蒲生貞秀が、自身の居城である音羽城の付近の爺父渓（現在の日野町鎌掛）の正法寺（藤の寺)の観音堂に参詣した際に、当地の山林で自生していた野菜を発見し、その菜を漬物にしてみた結果、色、味のいずれも「大変風流で雅」と評した。そこで観音堂の僧に命じて、菜が野生していた場所を開墾させ、栽培させた。その後、それを平安京の公家であった飛鳥井雅親に贈り、さらに、時の天皇であった後柏原帝に献上し、その時に、その漬物の美味しさを喜び、その公家を前に、帝が次の和歌が贈られた時点にまで、日野菜に関する文献を遡れる。
この和歌が読まれた後に、この菜を日野菜と呼び、また、日野菜の漬物を「さくら漬」と呼ぶようになったとされている。この時以降、蒲生氏が上洛する際には、必ず「さくら漬」を持参し、帝に献上していたとされる。
江戸時代に入り、近江国が彦根藩の井伊家の治める地域となると、その独特の風味が藩主の好みに合ったために、御殿野菜として門外不出にされたという。宝暦年間（1751年から1764年）に、この地域に住んでいた吉野源兵衛と言う種子を扱っていた商人が、これまで栽培されてきた日野菜の品種改良を行った。さらに源兵衛の息子、正治郎が、風媒、虫媒による変種を避ける工夫を行った上で、共同栽培地を選定し、乱売の発生による品質の低下を避け、地域住民に良質の種子を販売した結果として、現存の品種の形で安定したと言われる。すなわち、根の直径が3 cm程度、長さは約40 cm程度という細長く、太陽光に当たる上部が紅紫色で、太陽光が当たらない下の部分の白色であり、葉は濃い紅紫色をした形態で、安定したと言われている。
2022年10月21日には、日野菜が「近江日野産日野菜」として、特定農林水産物等の名称の保護に関する法律（地理的表示法）に基づく、地理的表示（GI）を実施可能な農産物として登録された。